# Kazašský chanát
Kazašský chanát (kazašsky Қазақ хандығы, Qazaq xandığı, قازاق حاندىعى) byl kazašský stát existující zhruba na území dnešního Kazachstánu. Vznikl mezi lety 1456 až 1465 zásluhou chána Janybeka a chána Kereya. Koncem 16. století se chanát rozdělil na tři části (hordy, džüz), a to na Velkou hordu, Střední hordu a Malou hordu. V roce 1847 byl chanát dobyt Ruskem a zanikl.